# Virus de la immunodeficiència símia
El virus de la immunodeficiència símia (VIS, o SIV en anglès) és un retrovirus aïllat en nombroses espècies de primats. Les espècies de lentivirus que infecten humans són el VIH-1 i el VIH-2, els virus que causen la sida.